# Bole Alashankou Airport
Bole Alashankou Airport (kinesiska: 博乐阿拉山口机场) är en flygplats i Kina. Den ligger i den autonoma regionen Xinjiang, i den nordvästra delen av landet, omkring 440 kilometer väster om regionhuvudstaden Ürümqi. Bole Alashankou Airport ligger 389 meter över havet.
Runt Bole Alashankou Airport är det ganska glesbefolkat, med 45 invånare per kvadratkilometer. Trakten runt Bole Alashankou Airport består till största delen av jordbruksmark.
Genomsnittlig årsnederbörd är 237 millimeter. Den regnigaste månaden är juli, med i genomsnitt 29 mm nederbörd, och den torraste är december, med 11 mm nederbörd.